# Amy Sène
Amy Sène (* 6. April 1986 in Lorient) ist eine senegalesisch-französische Hammerwerferin.
Seit 2010 tritt sie international für Senegal an. Im selben Jahr siegte sie bei den Afrikameisterschaften in Nairobi.
2011 schied sie bei den Weltmeisterschaften in Daegu in der Qualifikation aus und triumphierte bei den Afrikaspielen in Maputo. 2012 verteidigte sie bei den Afrikameisterschaften in Porto-Novo ihren Titel, kam aber bei den Olympischen Spielen in London nicht über die erste Runde hinaus.
Bei den Weltmeisterschaften 2013 in Moskau scheiterte sie erneut in der Qualifikation. 2014 gewann sie Silber bei den Afrikameisterschaften in Marrakesch und wurde Sechste beim Continentalcup in Marrakesch.
2015 holte sie Silber bei den Afrikaspielen in Brazzaville.
Am 25. Mai 2014 stellte sie in Forbach mit 69,70 m den aktuellen Afrikarekord auf.